# Franco burundés

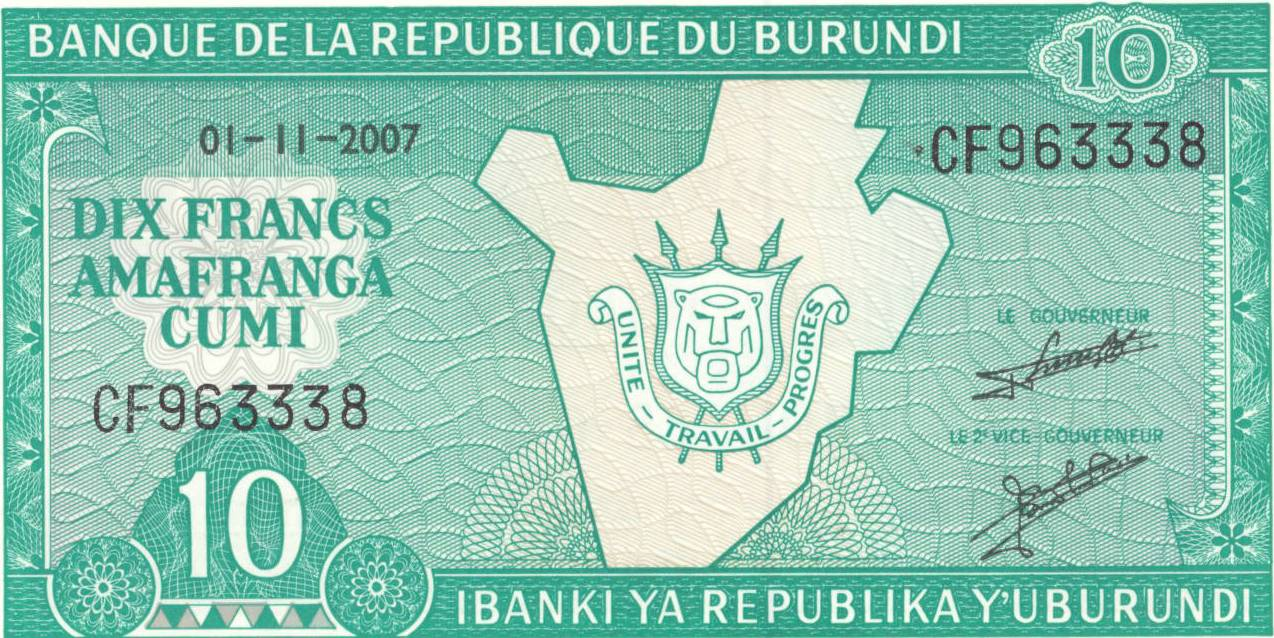
Frente del billete de 10 francos de Burundi

El franco burundés es la moneda de curso legal de Burundi. Está dividido en 100 céntimos aunque nunca se han emitido monedas o billetes fraccionarios.

## Historia
El franco se convirtió en la unidad monetaria de Burundi en 1916, cuando Bélgica ocupó la antigua colonia alemana del Congo y el franco del Congo Belga sustituyó a la rupia de las colonias alemanas del África Oriental. Burundi utilizó esta moneda hasta 1960, cuando se introdujo el franco de Ruanda y Burundi. En 1964 Burundi acuña su propia moneda.

## Monedas
En 1965, el Banco del Reino de Burundi comenzó a acuñar monedas de 1 franco de latón. En 1968, el Banco de la República de Burundi empezó a emitir monedas de aluminio de 1 y 5 francos, y monedas de 10 francos de cuproníquel. Las monedas de 5 francos tienen dos diseños, uno con el escudo de armas del país y otro sin él. Debido al escaso valor de las mismas, apenas se ven en circulación. En 2011 se introdujeron monedas de 50 francos de cuproníquel.
| Denominación | Emisión actual     | Metal                                  | Forma    | Diámetro | Borde    | Diseño en el anverso                             | Diseño en el reverso  |
| ------------ | ------------------ | -------------------------------------- | -------- | -------- | -------- | ------------------------------------------------ | --------------------- |
| 1 Franco     | Emitida desde 1970 | Aluminio                               | Circular | 21 mm    | Estriado | Valor facial                                     | Escudo nacional y año |
| 5 Francos    | Emitida desde 1968 | Aluminio                               | Circular | 22 mm    | Estriado | Valor facial                                     | Escudo nacional y año |
| 10 Francos   | Emitida desde 1968 | Cupro-Níquel Acero revestido en Níquel | Circular | 26 mm    | Estriado | Espigas y valor facial                           | Leyendas y año        |
| 50 Francos   | Emitida desde 2011 | Acero revestido en Níquel              | Circular | 28 mm    | Estriado | Bandera Nacional, Sol con el valor, y un nativo. | Leyendas y año        |

## Billetes
En 1964, el Banco de Emisión de Ruanda y Burundi comenzó a imprimir billetes de 5, 10, 20, 50, 100, 500 y 1000 francos, que fueron continuados por el Banco del Reino de Burundi.
En 1966 los billetes de 20 francos y valores superiores impresos por el Banco de la República de Burundi fueron reemplazando las emisiones del Banco del Reino. Las emisiones regulares se imprimieron en denominaciones de 10, 20, 50, 100, 500, 1000 y 5000 francos. En 1968 el billete de 10 francos fue sustituido por una moneda. En 2001, se introdujeron billetes de 2000 francos, seguidos por los billetes de 10 000 francos en 2004.
Las últimas emisiones se tallan en la siguiente tabla:
| Denominación   | Efigie | Color predominante | Dimensiones | Imagen del anverso | Imagen del reverso |
| -------------- | ------ | ------------------ | ----------- | ------------------ | ------------------ |
| 10 Francos     |        | Verde              |             |                    |                    |
| 50 Francos     |        | Marrón             |             |                    |                    |
| 100 Francos    |        | Violeta            |             |                    |                    |
| 500 Francos    |        | Azul               |             |                    |                    |
| 1.000 Francos  |        | Gris               |             |                    |                    |
| 2.000 Francos  |        | Azul               |             |                    |                    |
| 5.000 Francos  |        | Verde              |             |                    |                    |
| 10.000 Francos |        | Rosa               |             |                    |                    |